# Néolibéralisme

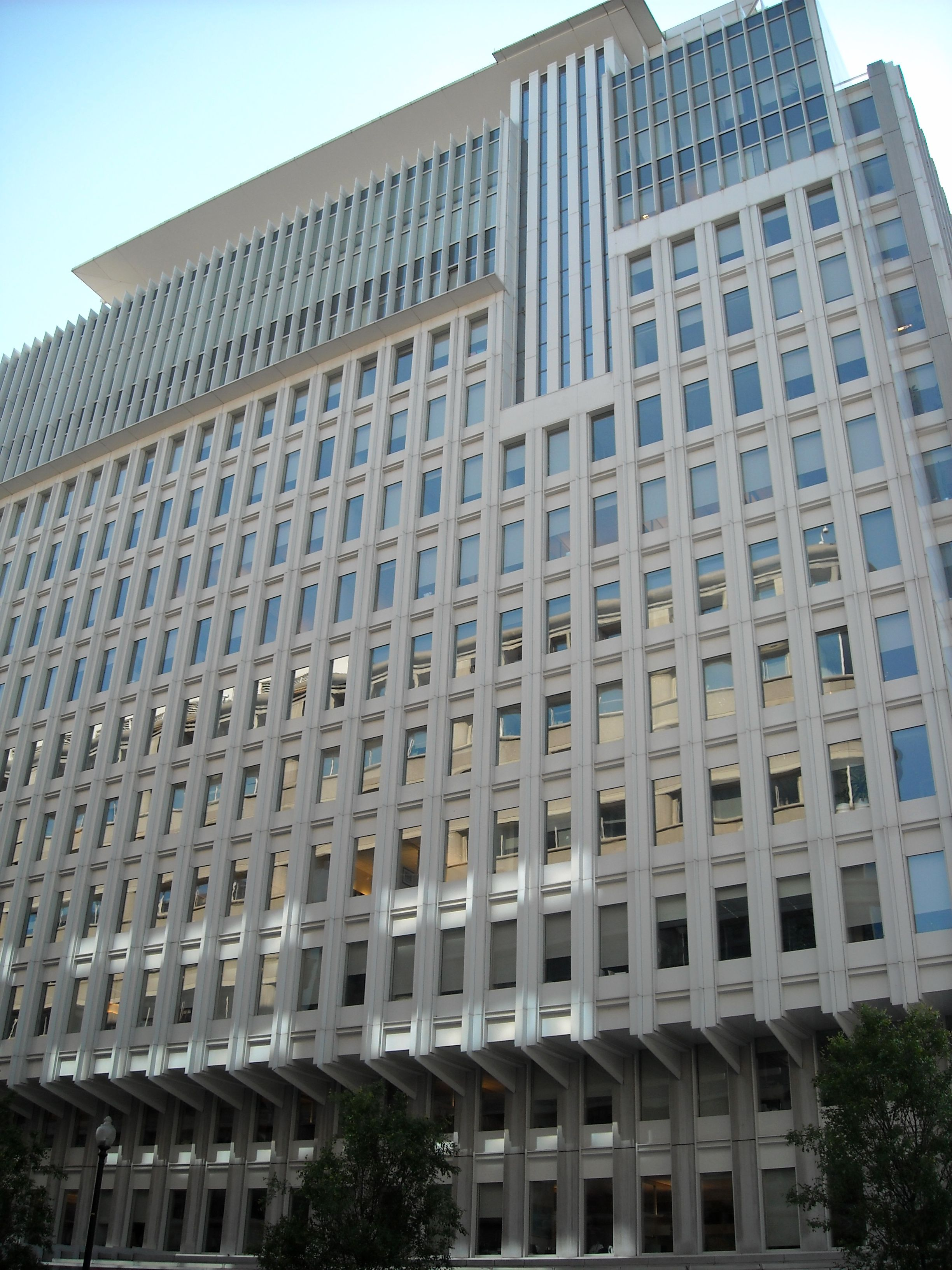
Édifice de la Banque mondiale à Washington aux États-Unis. Il s'agit d'une institution de Bretton Woods. Elle sera considérée par certains comme néo-libérale à partir des années 1990 et du consensus de Washington.

Le terme de néolibéralisme désigne aujourd'hui un ensemble d'analyses ou de doctrines économiques et sociales inspirées du libéralisme économique aux définitions multiples et parfois concurrentes.
De 1938 à la fin des années 1960, le terme néolibéralisme est plutôt utilisé pour se référer à l'école de pensée issue du colloque Walter Lippmann, et aux économistes allemands de l'école de Fribourg. Les économistes Hayek et Friedman aujourd'hui présentés comme pères du néolibéralisme contemporain n'étaient alors guère perçus comme néolibéraux.
Dans les années 1970 et 1980, le néolibéralisme correspond aux idées favorisant le secteur privé et le désengagement de l'État et est associé à des personnalités politiques tels que Margaret Thatcher, Ronald Reagan et Alan Greenspan, bien qu'aucun d'eux ne s'en soient réclamés. Ils se considéraient eux-mêmes comme de « simples » libéraux.
À partir des années 1990 émergent également des auteurs comme Pierre Bourdieu, Noam Chomsky ou d'autres reprenant la pensée de Michel Foucault, qui analysent les conséquences sociales de ces différents courants de pensées.
La production littéraire consacrée au néolibéralisme a connu une augmentation remarquable depuis sa première apparition en 1939. En particulier depuis les années 1990, son usage s'accroît de manière significative dans la littérature académique et éditoriale, aussi bien anglophone que francophone,,.
Les analyses de cette pensée économique identifient un interventionnisme nouveau dans les politiques néolibérales avec le projet de créer une société compétitive basée sur une nouvelle vision de l'individu-entreprise, axée sur la compétitivité et l’individualisme. Pour d'autres, le terme « néolibéralisme » désigne une vision philosophique selon laquelle les institutions politiques et économiques d'une société devraient être d'orientation libérale et capitaliste, gouvernée par un régime démocratique et un État-providence de taille modeste.
Globalement le terme est flou et des courants économiques et politiques différents peuvent être qualifiés de néolibéraux.

## Histoire

### Occurrences éparses avant 1938
À la fin du XIXe siècle et au début du XXe siècle, le terme « néolibéralisme » était déjà employé dans plusieurs langues, mais de manière sporadique et souvent sans définition claire. Par exemple Mécislas Golberg appelle au néolibéralisme pour une alliance entre libéraux et socialistes pour défendre Alfred Dreyfus. Au Royaume-Uni Thomas Hill Green et Leonard Hobhouse soutiennent un libéralisme plus social.

### Premier sens établi, de 1938 aux années 1970
C'est avec le colloque Walter Lippmann de 1938 à Paris que le terme « néolibéralisme » a commencé à être utilisé de manière plus explicite et collective. Ce colloque avait notablement été précédé par le meeting du Verein für Socialpolitik en 1928 à Zurich, où certains des futurs membres du colloque sont déjà présents : Constantin von Dietze, Friedrich Hayek, Fritz Machlup, Ludwig von Mises, Alexander Rüstow.

#### Le contexte de la crise du libéralisme
Dans les années 1930, le libéralisme est remis en cause par plusieurs crises et politiques : effondrement de la république de Weimar et la montée du nazisme en Allemagne, New Deal aux États-Unis, stalinisme en URSS. Des économistes libéraux lancent alors un mouvement qui vise à remettre en avant le libéralisme et à le refonder,. Dans ce contexte, de nombreuses idéologies sont remises en question avec le préfixe « néo- » et le libéralisme ne fait pas exception. C'est Bernard Lavergne et Moritz Julius Bonn (de) qui utilisent les premiers le terme en appelant à une convergence entre libéralisme et interventionnisme. Il rencontre un certain écho auprès de l'Alliance républicaine et démocratique de Pierre-Étienne Flandin.

#### Le colloque Walter Lippmann (1938)

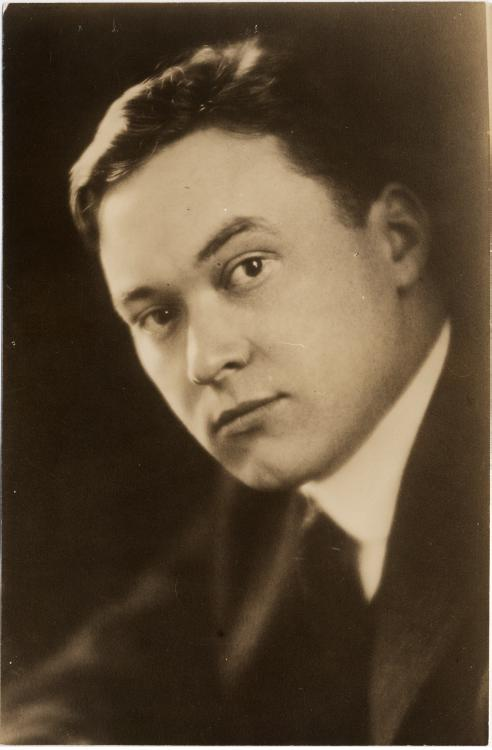
Walter Lippmann en 1914.

Vont se rencontrer au colloque Lippmann des libéraux français, des membres influents de l’école autrichienne : Friedrich von Hayek et Ludwig von Mises, des hommes qui feront l’ordolibéralisme allemand après-guerre : Wilhelm Röpke, Alexander Rüstow (Walter Eucken, le grand théoricien de ce mouvement, n’avait pas reçu l’autorisation de quitter l’Allemagne), ainsi que des participants de divers autres pays.
Louis Rougier souhaite réhabiliter et renouveler le libéralisme. Dans ce contexte, le colloque Lippmann est organisé à Paris par des économistes français, coïncidant avec la visite de Lippmann dans la ville. Ce colloque met l'accent sur la nécessité de combattre des idéologies telles que le fascisme, le nazisme et le communisme, une priorité jugée plus importante par les participants que la simple défense du marché libre.
Il existe un consensus général parmi les experts selon lequel le libéralisme traditionnel, basé sur le principe du « laissez-faire » économique, s'est avéré inefficace. Cependant, des divergences marquées émergent concernant le rôle que l'État devrait jouer. Ces débats reflètent une recherche d'un nouveau chemin pour le libéralisme, à la fois adapté aux réalités contemporaines et capable de répondre aux défis politiques et économiques du moment :
- Les ordolibéraux, centré autour de Alexander Rüstow et Walter Lippmann, promeuvent le concept d’économie sociale de marché et appelle à un rôle fort de l’État par rapport au marché. Ce courant qui est à bien des égards différent des idées liées au terme néolibéralisme et pourtant majoritaire et le colloque est aujourd'hui considéré comme ordolibéral[5].
- un autre groupe, centré autour de Ludwig von Mises et Friedrich Hayek, insiste sur le fait que le seul rôle légitime de l'État était d'abolir les barrières à l'entrée sur le marché.

Ainsi Rüstow écrivit que Hayek et Mises étaient des reliques du libéralisme qui avait causé la Grande Dépression, tandis que Mises dénonçait l'autre faction, se plaignant que l'ordolibéralisme qu'ils préconisaient signifiait en réalité « ordo-interventionnisme ».
Le colloque révèle donc une grande hétérogénéité de la pensée libérale. Deux points communs sont cependant partagés par les différents courants :
- rejet du collectivisme et croyance en la liberté de la production et de l’échange, en la libre concurrence, au libre fonctionnement du mécanisme des prix et à la stabilité monétaire ;
- opposition au libéralisme manchestérien[20], c'est-à-dire « libéralisme de laissez-faire » qui est susceptible d’aboutir à sa propre destruction.

Le terme néolibéral n'est par la suite, et jusqu’en 1950, employé principalement que par des auteurs français, les économistes allemands présents au colloque leur préférant « ordo-libéralisme » et les autrichien « libéralisme ».

#### Société du Mont-Pèlerin
Le terme néolibéralisme se diffusa au sein des cercles académiques et intellectuels, notamment par le biais de la Société du Mont-Pèlerin fondée en 1947 par F. Hayek et d'autres économistes[Information douteuse],.

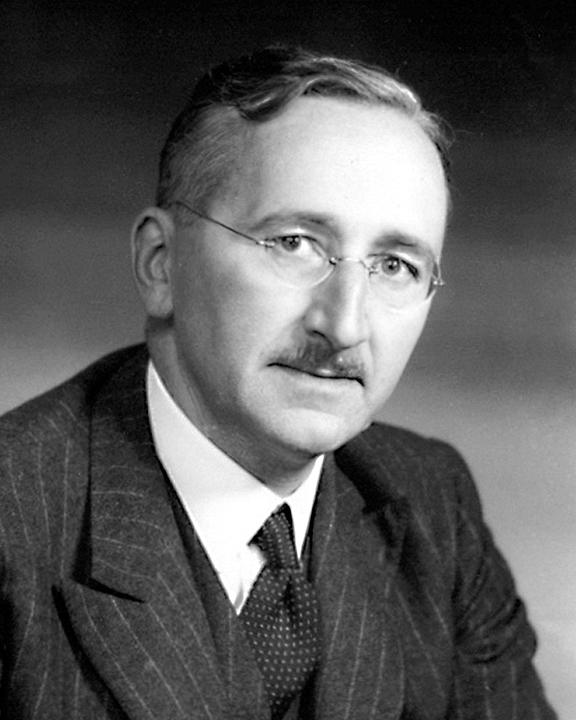
Friedrich Hayek.

Créée à une époque où la planification économique avait le vent en poupe dans le monde entier et où les néolibéraux avaient peu de possibilités d'influencer les décideurs politiques, la société est devenue selon les terme de Milton Friedman un « point de ralliement » pour les néolibéraux, rassemblant des défenseurs isolés du libéralisme et du capitalisme. Ils étaient unis dans leur conviction que la liberté individuelle dans le monde développé était menacée par les tendances collectivistes, ce qu'ils ont décrit dans leur déclaration d'objectifs.
Trois principaux courants y sont représentés :
- l'école autrichienne, suivant la tradition de Carl Menger et de Ludwig von Mises, dont l'un des plus éminents représentants dans la Société du Mont-Pèlerin est Friedrich Hayek ;
- l'école de Chicago, portée notamment par Milton Friedman et George Stigler ;
- l'ordolibéralisme, développé par Wilhelm Röpke et Walter Eucken.

##### Internationale libérale
L'Internationale libérale est fondée en 1947 mais ne revendique pas de filiation du colloque Lippmann. Si ses statuts accordent de l'importance à la liberté économique, c'est au nom de la liberté politique. L'internationale libérale soutient l'État-providence (welfare state), en écho au plan britannique de Beveridge. Beaucoup de fondateurs de cette internationale étaient pro-européens. Plusieurs courants étaient représentés : libéralisme « progressiste », libéralisme social ou libéralisme conservateur. Salvador de Madariaga et Julius Hoste sont des figures importantes du mouvement.

#### Autres colloques
D'autres colloques internationaux comme celui d'Ostende en 1957 et celui organisé par M. Allais à Paris en 1959 ont contribué à renforcer et à diffuser ces idées néolibérales en Europe.
Le colloque d'Ostende est organisé par le Parti libéral de Belgique et vise à analyser l'évolution du libéralisme depuis le colloque Lippmann. Deux tendances sont présentes : celle de von Mises qui défend un libéralisme absolu et celle de Rougier qui défend des interventions de l'État en gardant le mécanisme des prix.

#### Conséquences
Si Hayek tenait un rôle mineur en 1938, il devient le penseur libéral le plus influent à partir de 1947, et est président de la société du Mont-Pèlerin de 1947 à 1960. Lippmann qui ne partage pas les mêmes idées et souhaite la cohabitation avec le bloc de l'Est pendant la Guerre froide ne participe plus à la Société du Mont-Pèlerin.

### Une première extension du terme (années 1950 à 1960)

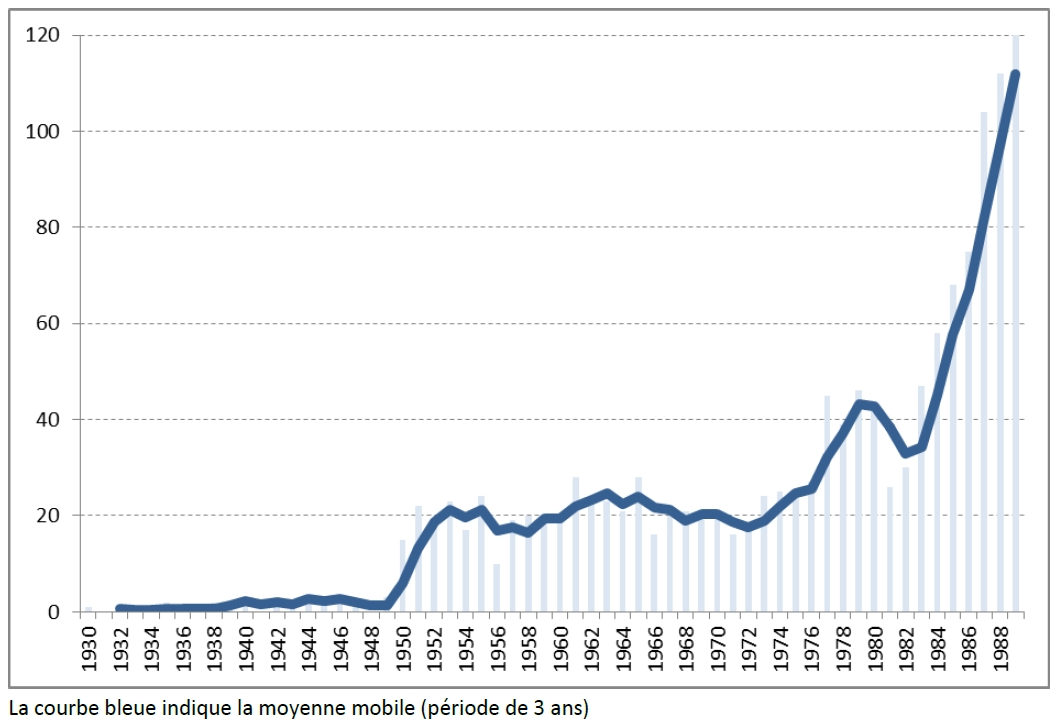
Nombre d’articles faisant référence au « néolibéralisme » dans un échantillon large de revues académiques publiées entre 1930 et 1990

#### Extension du terme en Europe dans les années 50 et influence de l'ordolibéralisme
À partir des années 1950, l'emploi du terme « néolibéral » s'intensifie pour caractériser des politiques économiques appliquées dans plusieurs nations d'Europe occidentale. Ce terme est notamment associé aux réformes mises en place par Ludwig Erhard en Allemagne de l'Ouest dès 1948, ainsi qu'aux initiatives de Luigi Einaudi et d'Alcide De Gasperi en Italie à partir de 1947. En France, les actions d'Antoine Pinay en 1952 et de Jacques Rueff en 1958 sont également qualifiées de néolibérales.
Vers le milieu des années 1950, et à mesure que son usage s'intensifie, le terme néolibéralisme n’est plus seulement utilisé par ses promoteurs francophone, mais également par des analystes extérieurs.

#### Extension du terme aux États-Unis dans les années 60
Durant les années 1960, plusieurs auteurs américains ont commencé à appliquer le concept de néolibéralisme pour analyser des situations géographiques variées, en dehors de l'Allemagne de l'Ouest, qui était jusqu'alors considérée comme le principal foyer de cette pensée économique. Cette démarche a entraîné des transpositions géo-sémantiques parfois controversées.
Un exemple notable est celui du politologue Norman A. Bailey, qui s'est inspiré de l'analyse de C. J. Friedrich en 1955 sur le néolibéralisme allemand. Bailey a interprété, dans ses travaux publiés entre 1965 et 1967, la prolifération d'associations patronales et politiques en Amérique latine, engagées dans la promotion de l'économie de marché depuis la fin des années 1950, comme une manifestation du néolibéralisme dans cette région du monde,. Ces analyses et interprétations des années 1960 ont marqué une étape importante dans la compréhension et l'application du néolibéralisme au-delà de ses origines européennes, en particulier dans le contexte latino-américain.
Au fur et à mesure de son adoption dans le milieu académique européen et nord-américain, le terme « néolibéralisme » est appliqué à une variété croissante de contextes nationaux, entraînant une certaine dilution de son sens original. Initialement associé aux idées du colloque Lippmann, l'usage de l'époque du terme se contente souvent d'incorporer quelques principes fondamentaux du néolibéralisme initial, tels que le libre-échange, la liberté des prix, la libre concurrence, la lutte contre les monopoles, l’équilibre budgétaire, la stabilité monétaire et le multilatéralisme international. Cette application large et parfois incomplète du terme s'écarte de la vision originelle du néolibéralisme établie lors du colloque Lippmann, et nombreux politiciens étiquetés comme néolibéraux ne s'identifient pas nécessairement à cette appellation.
Jusqu'à la fin des années 1970, bien que les interprétations du néolibéralisme aient commencé à diverger, ces variations restaient minoritaires. La compréhension ordo-libérale du terme prédominait toujours dans le discours académique, malgré l'application de plus en plus élargie et diverse du néolibéralisme à différents contextes nationaux. Ces écarts progressifs par rapport au fondement doctrinal initial des premiers néolibéraux ne cessaient de s'accroître, reflétant une évolution et une réinterprétation continuelles du concept dans le milieu académique.

### Un changement sémantique dans les années 1970
À partir des années 1970 le contexte est favorable aux idées libérales : en 1971 la fin de la convertibilité du dollar en or est décidée par Richard Nixon, en 1973-1974 a lieu le premier choc pétrolier et la stagflation, la dictature militaire d'Augusto Pinochet marque la première application à grande échelle des idées de Friedman et Hayek.
Pendant le régime de Pinochet au Chili, la perception du néolibéralisme a radicalement changé, passant de positive à négative. Avant cette époque, notamment dans les années 1960 et 1970, les discussions sur la politique économique en Amérique latine considéraient majoritairement le néolibéralisme sous un jour positif. Ce terme était souvent associé au Wirtschaftswunder, ou miracle économique de l'Allemagne de l'Ouest. Cependant, dans les années 1980, la connotation du terme a commencé à s'orienter vers une perception plus négative.

#### Un renouveau en Amérique latine
Le néolibéralisme devient couramment associé aux politiques économiques en Amérique latine et au monétarisme de l'École de Chicago. Il réapparaît sous la plume de ses opposants de gauche pour désigner la version la plus libérale des idées de Friedman et Hayek ou les Chicago Boys : les régimes dictatoriaux de Videla en Argentine et de Pinochet au Chili y sont régulièrement associé. Cette association, largement péjorative, marque un déplacement géographique et sémantique du concept, qui se centre désormais sur l'Amérique latine. Ce changement est reflété dans la littérature, avec une augmentation significative des publications en espagnol et portugais sur le néolibéralisme, surpassant celles en anglais et allemand où le mot « néo-libéralisme » n'est quasiment plus utilisé,. Cette interprétation du néolibéralisme est cependant critiquée pour son manque de précision, notamment car elle s'éloigne des idéaux originaux du néolibéralisme qui visait à protéger les sociétés contre l'autoritarisme, un point souvent méconnu associé à la Société du Mont-Pèlerin et à des figures clés comme F. Hayek. La Société du Mont-Pèlerin soutient alors un libéralisme plus important et rejette ses nuances interventionnistes ou sociales.

#### Un bref nouveau courant aux États Unis
Aux États-Unis le terme prend brièvement un nouveau sens, un groupe de jeunes parlementaires démocrates forme un mouvement se réclamant du « néolibéralisme » pour rénover le liberalism des Démocrates, en voulant s'appuyer sur les nouvelles technologies pour la relance économique. Bien que des figures telles que Robert Reich ou Al Gore en soient issues, ce courant ne perdure pas au-delà des années 1980.

#### Au Royaume-Uni
Au Royaume-Uni, les politiciens Keith Joseph, Enoch Powell et Alfred Sherman, rentrés en contact pendant le ralentissement économique des années 1960 avec l'Institute of Economic Affairs, fondent le Centre for Policy Studies en 1974 qui conduit à une adoption par le Parti conservateur britannique du libéralisme.

### Expansion à partir des années 80 et mondialisation à partir des années 90

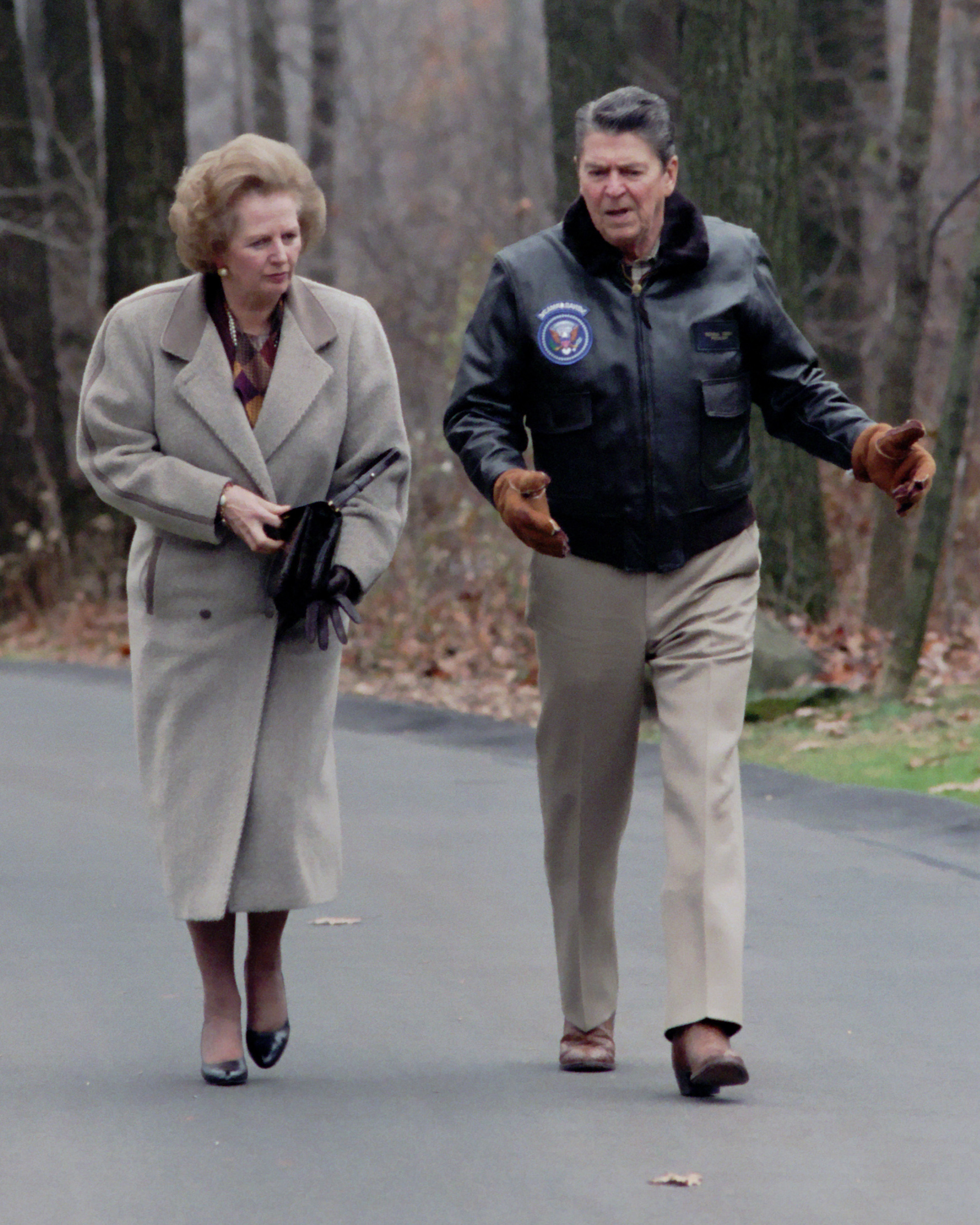
Margaret Thatcher et Ronald Reagan en 1986.

Initialement lié à l'expérience latino-américaine, le néolibéralisme se répand à l'échelle mondiale à partir des années 80. Cette période voit l'association croissante de pays comme le Royaume-Uni avec Margaret Thatcher, les États-Unis avec Ronald Reagan, la Corée du Sud, le Japon et la Turquie à des politiques monétaristes qualifiées de néolibérales.
Parallèlement, l'Amérique latine cède sa place de pôle principal d'édition d'ouvrages sur le néolibéralisme au profit de l'Amérique du Nord, de l'Europe et de l'Asie de l'Est, avec une prédominance croissante de publications en langues autres que l'espagnol et le portugais.

#### Dans le contexte de mondialisation post-Guerre froide
À partir du milieu des années 1990, le néolibéralisme est de plus en plus associé à des phénomènes mondiaux. Il désigne alors une mondialisation de l'économie de marché marquée par la dérégulation, la spéculation financière et un retour à un capitalisme considéré comme « sauvage ». Dans le contexte post-Guerre froide, peu de pays semblent épargnés par les politiques néolibérales.
À la fin des années 1990, l'anti-néolibéralisme émerge comme un mouvement de contestation, principalement au sein de la gauche altermondialiste et chez certains souverainistes de gauche et de droite, visant à dénoncer les excès et les défaillances perçus de la mondialisation économique. L'usage du terme se mondialise après la révolution zapatiste des Chiapas lorsqu'il est alors repris par le mouvement altermondialiste et popularisé mondialement. Ces opposant soulignent aussi le rôle de laboratoire qu'a pu jouer le Chili de Pinochet, ainsi que le rôle de nombreuses institutions internationales de premier plan telles que le FMI, l'OMC ou encore la Banque mondiale.

#### En France
La question du néolibéralisme est une cause de vifs débats politiques en France. Selon le journal communiste L'Humanité, il ne fait aucun doute que la France est un pays néolibéral depuis 1983 et le tournant de la rigueur. Des économistes comme Guillaume Bazot (maître de conférences à Paris-VIII) jugent que cette opinion est incorrecte car la taille de l'État-providence et le volume de redistribution de richesses en France sont beaucoup trop élevés pour que l'on puisse sérieusement parler de néolibéralisme. Le journaliste économique Dominique Seux soutient que les déficits publics chroniques, les taux d'imposition élevés et le poids de la dépense publique empêchent la France d'être classée comme néolibérale. L'historien Kevin Brookes estime que le néolibéralisme a échoué à s'implanter en France à cause du rejet idéologique des Français pour cette doctrine,. Le Prix Nobel d'économie Jean Tirole pense que le rejet du néolibéralisme en France s'explique par une méconnaissance et une incompréhension des Français des politiques néolibérales.
Anne-Laure Delatte, dans le livre L’État droit dans le mur, voit trois caractéristiques de la mise en place du néolibéralisme en France. La première est le passage d'une politique macroéconomique de la demande centrée sur les ménages à une politique de l'offre centrée sur les entreprises. La deuxième est le passage d'un financement par la Banque de France et la « planche à billets » à un financement par la dette. La troisième est la maîtrise des dépenses sociales qui nuit à l'État-providence.
Les critiques soutiennent que la réduction du rôle de l'État dans l'économie peut conduire à des inégalités sociales accrues, à une déréglementation excessive, et à une instabilité économique. Ces préoccupations ont été particulièrement prononcées après la crise financière de 2008, où les appels à une régulation plus stricte des marchés financiers et à une intervention plus active de l'État dans l'économie se sont intensifiés. Par ailleurs, certains économistes, comme Joseph Stiglitz, ont suggéré que le rôle de l'État dans le néolibéralisme devrait évoluer pour inclure non seulement la régulation des marchés, mais aussi la fourniture de biens publics, la protection sociale et la correction des défaillances du marché. Cette vision élargie du rôle de l'État reflète une compréhension plus nuancée du néolibéralisme, reconnaissant la nécessité d'un équilibre entre les marchés libres et une intervention étatique judicieuse pour assurer une croissance économique durable et équitable.[réf. nécessaire]
Pour l'économiste du CNRS Elie Cohen, les arguments qui pointent une mise en place du néolibéralisme en France sont faux. L'État n'a pas renoncé aux politiques de la demande, les dépenses sociales ont fortement augmenté et la discipline budgétaire est nécessaire pour l'utilisation de l'euro. Il explique la popularité de cette thèse par la hausse des demandes de services éducatifs, sanitaires et personnels pour une population vieillissante à un État-providence qui a un coût croissant.

#### Aux États-Unis
Michel Foucault observe que le néolibéralisme américain, contrairement au style technocratique en Allemagne ou en France, est enraciné dans une culture et une pensée libérale. Inspiré par Hayek, ce courant prône des utopies libérales et une priorité à l'action libre des individus, rejetant toute intervention gouvernementale dans le marché, traduisant la pensée d'Hayek, le mot d'ordre serait ainsi : « À nous de faire des utopies libérales, à nous de penser sur le mode du libéralisme, plutôt que de présenter le libéralisme comme une alternative technique de gouvernement. ». Ce libéralisme anti-keynésien minimise ou élimine l'intervention de l'État, expliquant les ordres économique et social en termes darwinistes, avec des concepts tels que l'ordre spontané et la sélection naturelle.
Depuis la fin des années 1970 dans le monde anglo-saxon — et depuis les années 1990 en Europe —, le terme « néolibéralisme » (aussi dénommé « ultralibéralisme » ou même « hyperlibéralisme ») fait référence à des politiques libérales sur le plan économique, en réaction aux idées keynésiennes et d'une façon plus générale contre l'intervention de l'État.
Le choix de ce terme peut se justifier par le fait que liberals avait été récupéré par le Parti démocrate américain et des penseurs de gauche, alors que libertarian était lié au libertarianisme. Par ailleurs, à l'ère du néo-conservatisme et de la nouvelle droite (New Right), le néo-libéralisme peut être vu comme le pendant économique de ces doctrines.

## Définitions
Cette section explore les multiples définitions du néolibéralisme,. Initialement conceptualisé dans les cercles académiques du milieu du 20e siècle, le néolibéralisme a d'abord été un terme académique influençant les politiques économiques d'après-guerre. Au cours des années 1980, sa signification s'est élargie, incorporant des idées de déréglementation des marchés et de retrait de l'État-providence. Cette section vise à clarifier ces évolutions et à examiner si une continuité historique existe entre ces différentes interprétations.

### Avant les années 1980

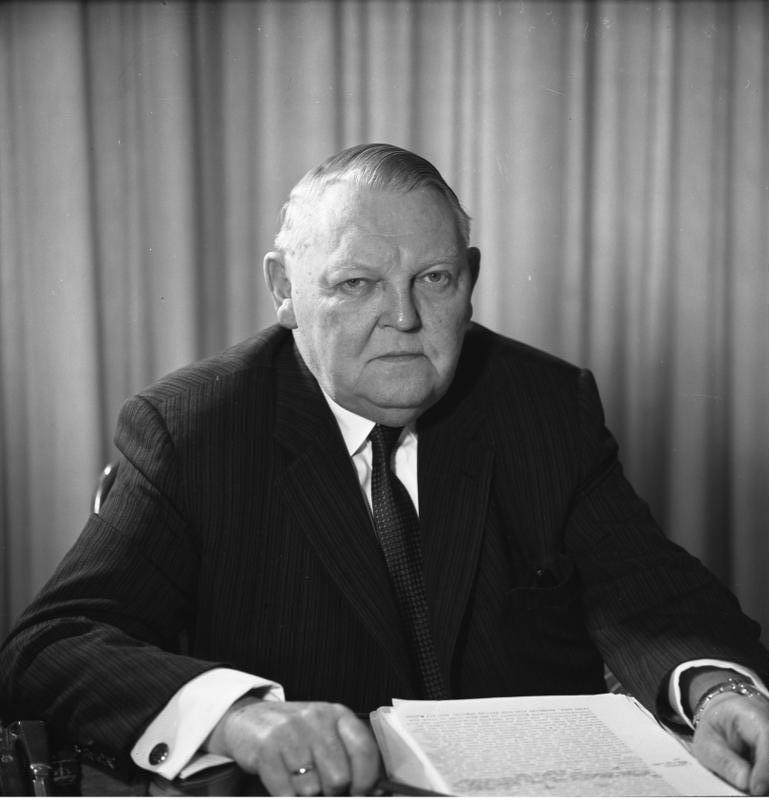
Ludwig Erhard, le père de l'économie sociale de marché.

Dans une première acception, avant les années 1980, le terme « néolibéralisme » était principalement connu et utilisé dans les cercles académiques d'économie, notamment réunis lors du colloque Lippmann pour proposer un socle programmatique commun de rénovation du libéralisme, malgré des divergences internes notables ou dans la société du Mont-Pèlerin. Le terme « néolibéralisme » était alors considéré comme un concept spécialisé et peu répandu. À cette époque, il n'avait pas encore acquis la notoriété et l'usage étendu qu'il connaîtrait par la suite.
Ces idées économiques, parfois désigné sous le terme de « proto-néolibéralisme », ont été importantes dans l'élaboration des politiques économiques d'après-guerre des pays occidentaux, et ont notamment contribué au « Wirtschaftswunder » (le miracle économique de l’Allemagne de l’Ouest). Cette période a été marquée par la mise en œuvre d'une « économie sociale de marché » sous la direction de Ludwig Erhard, ministre de l'Économie de l'Allemagne de l'Ouest. Aujourd'hui ce premier sens sert principalement à désigner la version ordo-libérale allemande du mouvement international né à cette occasion.

### Depuis les années 1980
Au début des années 1980, le terme néolibéralisme a été utilisé de manière très différente, pour décrire la vague de déréglementation des marchés, de privatisation et de retrait de l'État-providence dans de nombreux pays. Le concept s'est ensuite élargi pour désigner non seulement un modèle politique, mais aussi un phénomène politique, idéologique, culturel et spatial plus large. Ce sens a été récupéré par la gauche radicale et les mouvements altermondialistes dès les années 1990, puis par des souverainistes, pour critiquer les politiques anti-libérales, perçues comme absolutistes, inégalitaires et anti-démocratiques. Depuis les années 1980, le néolibéralisme a gagné en popularité et est devenu un terme fréquemment utilisé dans une grande variété de disciplines au sein des sciences sociales. Cette expansion contraste avec son utilisation décroissante dans le domaine de l'économie, où le terme a perdu de sa prévalence.
À partir du milieu des années 1990, le néolibéralisme est également associé à la mondialisation, à une économie internationale instable et au « capitalisme sauvage ».
On observe un changement notable dans les influences théoriques qui façonnent notre compréhension du néolibéralisme. Alors que les idées de John Maynard Keynes étaient autrefois prédominantes, les théories de Karl Marx, Antonio Gramsci et Michel Foucault sont devenues plus influentes dans l'analyse contemporaine du néolibéralisme.
Au cours de cette période, il y a eu une tendance constante à redécouvrir le néolibéralisme comme plus complexe qu’on ne le pensait auparavant, et à le re-théoriser comme un phénomène plus subtil, latent, omniprésent ou expansif.

### Similitudes et divergences des deux périodes
Il existe quelques points communs entre le premier néolibéralisme et celui qui apparaît à partir des années 1980 : l'École de Chicago présente à la Société du Mont-Pèlerin est célèbre pour avoir influencé des politiques économiques dans divers pays, notamment à travers les actions des « Chicago Boys » au Chili. Le philosophe et économiste Friedrich Hayek, participant au colloque Walter Lippmann, a eu une influence sur des leaders politiques tels que Margaret Thatcher au Royaume-Uni et a joué un rôle important dans la formulation des politiques néolibérales qui ont été adoptées dans plusieurs pays pendant la fin du XXe siècle.
Cependant, de nombreux auteurs considèrent que ces deux périodes sont peu liées l'une à l'autre, voire qu'il est impossible de les assembler en un projet historique homogène.

### Écoles économiques parfois qualifiées de «néolibérales»
Ainsi plusieurs courants économiques ont pu être qualifié de néolibéraux :
- Ordolibéralisme : Alexander Rüstow et Wilhelm Röpke
- École autrichienne : Ludwig von Mises et Friedrich Hayek
- École de Chicago : Milton Friedman et Gary Becker

Beaucoup d'auteurs retiennent cependant l'école autrichienne et l'école de Chicago comme principaux courant du néolibéralisme et classent l'ordolibéralisme à part.
Certains auteurs incluent également l'anarcho-capitalisme et le libertarianisme dont des auteurs proéminents sont Murray Rothbard et David Friedman.

## Caractéristiques du néolibéralisme contemporain
Toutes ces écoles valorisent, à divers degrés :
1. l'efficacité des marchés libres qualifié par plusieurs auteurs de fondamentalisme de marché[63],[1]
2. une place importante à l'individu en mettant l'accent sur les choix et les libertés individuelles dans l'analyse économique.

### Rôle des marchés et de la concurrence

#### Marché libre
Les politiques visent ainsi à réduire l'emprise du secteur public sur l'économie, au profit du secteur privé, sous l'influence de l'idée qu'il en résulterait une administration plus efficace et une économie plus forte.
En outre, les néolibéraux prônent souvent des politiques visant à promouvoir la concurrence, à réduire les barrières commerciales et à minimiser l'intervention gouvernementale dans l'économie, considérant que de telles interventions peuvent entraver l'efficacité et l'innovation du marché.

#### Interventionnisme
Dans le cadre du néolibéralisme, la conception du rôle de l'État se distingue nettement de celle des approches néoclassique ou keynésiennes. Au cœur du néolibéralisme se trouve l'idée que l'État doit principalement agir comme un organisateur et un régulateur des marchés, plutôt qu'en tant qu'acteur direct dans l'économie. Cette perspective, influencée par des penseurs tels que Friedrich Hayek et Milton Friedman, soutient que l'État devrait créer et maintenir un cadre légal et institutionnel propice au fonctionnement efficace des marchés libres. Cela inclut la mise en place de lois garantissant les droits de propriété, l'application des contrats, et la régulation de la monnaie,.

### Rôle social
L'expansion du néolibéralisme dans des domaines précédemment non capitalistes tels que l'éducation, la santé et la culture a suscité des critiques importantes concernant ses implications sociales. Des auteurs comme Bourdieu ou les « néo-foucaldiens »,, mettent en évidence les effets déshumanisants d'une logique purement marchande appliquée à des domaines où les relations humaines, la justice sociale, et l'éthique devraient prévaloir.
Bourdieu critique la manière dont le néolibéralisme fragmente les collectifs et mène à une atomisation des travailleurs et une érosion des structures de solidarité, facilitant ainsi l'extension du marché à tous les aspects de la vie sociale. Tandis que les « néo-foucaldiens » interprètent le néolibéralisme comme une forme de gouvernementalité qui redéfinit l'individu, le transformant en une entreprise autonome, responsable de son propre capital humain, bien-être et succès économique,.

## Critiques
Pour Michel Santi, le néolibéralisme est un capitalisme oligarchique depuis les années 1980, qu'il qualifie de « nouvelle théologie », dans laquelle il faut dépenser et où le slogan est « je dépense donc je suis ».
Dans un article publié en 2016, trois économistes du Fonds monétaire international remettent en cause le néolibéralisme mis en avant par le Fonds, notamment les politiques d'austérité et de privatisations, en raison de la baisse de production qui en est souvent la conséquence, et l'ouverture des marchés de capitaux lorsqu'ils sont incontrôlés et deviennent la cause de crises financières.

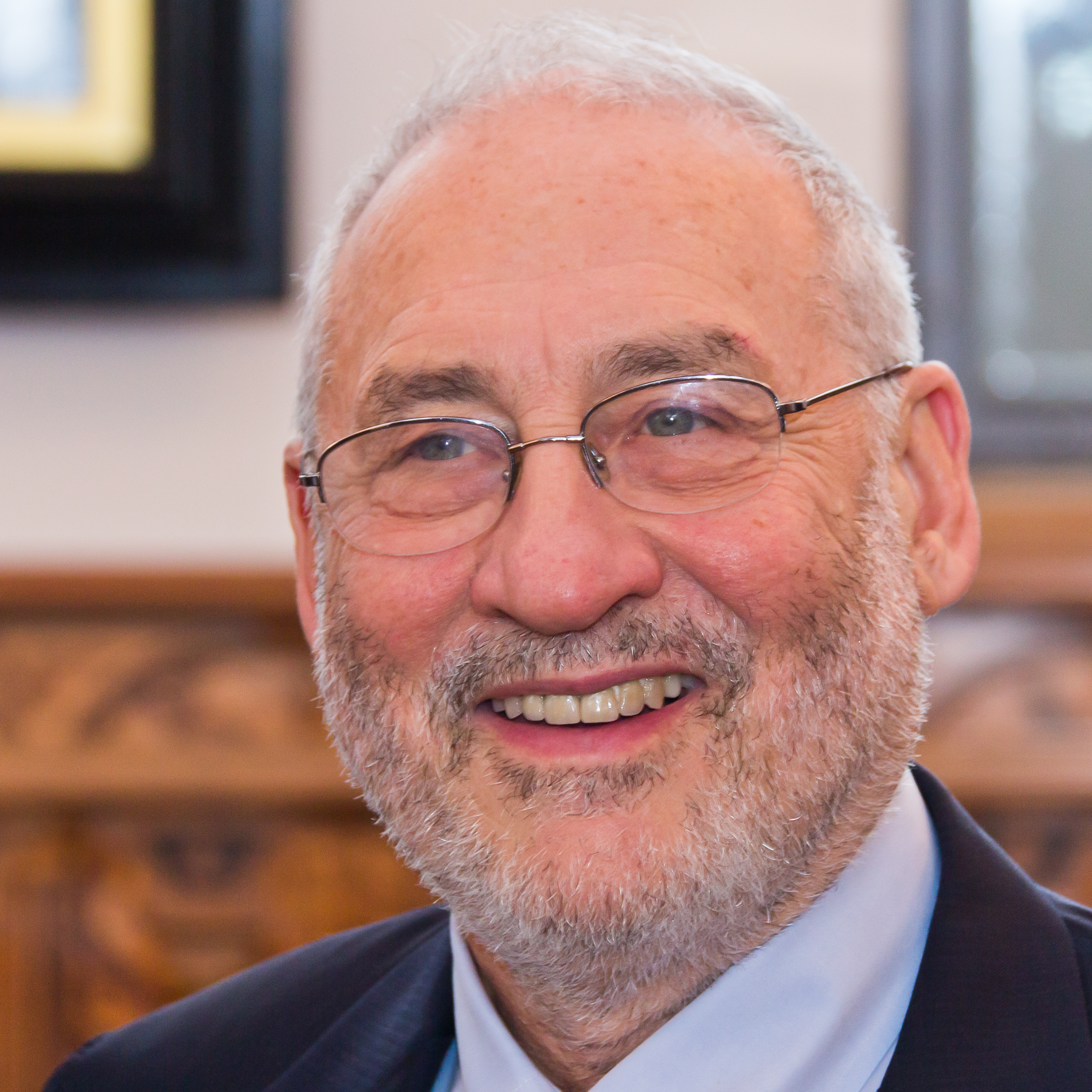
Joseph E. Stiglitz.

Selon Joseph E. Stiglitz, le néolibéralisme est un « fondamentalisme de marché » que la réalité a réfutée, le laissez-faire sur les marchés n'est ni efficient ni stable, citant en exemple la crise financière de 2008, les poussées de chômage, les inégalités massives, « tous ces problèmes seraient bien pires s'il n'y avait pas une intervention à grande échelle de l'État ».

### Critique de Chomsky et de la gauche marxiste
Pour Noam Chomsky, « Le régime « néolibéral » sape les fondements de la souveraineté populaire en transférant le pouvoir de décision des gouvernements nationaux à un « parlement virtuel » d'investisseurs et de prêteurs, préalablement organisés dans de grandes entreprises. Ce parlement virtuel peut exercer un « droit de veto » contre les projets gouvernementaux au moyen de fuites de capitaux et d'attaque contre les monnaies ».
Pour Serge Audier, la vision de Chomsky est développée par David Harvey et Naomi Klein et est proche du marxisme. Leur vision du néolibéralisme est celle d'une doctrine qui défend au maximum la liberté de l'individu et restreint le rôle de l'État. Les guerres de George W. Bush et George H. W. Bush ont été menées avec les mêmes intentions que le Coup d'État de 1973 au Chili : mener des privatisations favorables au capitalisme américain. Dans cette vision du néolibéralisme, l'État ne disparaît pas, mais est au contraire actif pour renverser les opposants au capitalisme. En plus de la critique purement économique, les auteurs dénoncent un capitalisme qui apporte la guerre.

### Pour Pierre Bourdieu

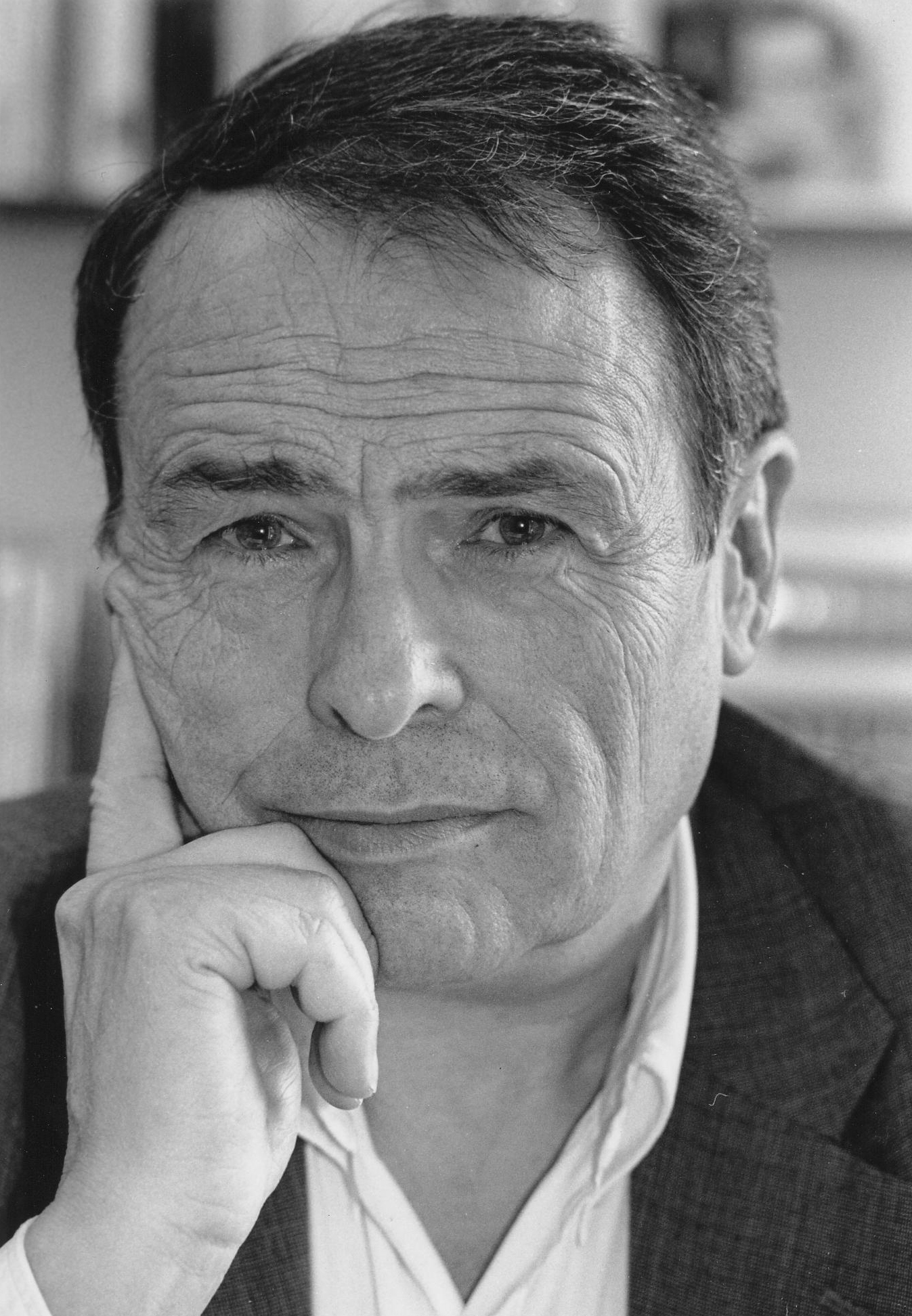
Pierre Bourdieu.

Le sociologue Pierre Bourdieu, dans un article du Monde diplomatique daté de mars 1998, voit « l’essence du néolibéralisme » dans ce qu’il appelle le « mythe walrassien de la « théorie pure ». Selon Bourdieu, le programme néolibéral « tend globalement à favoriser la coupure entre l’économie et les réalités sociales ». C'est « un programme de destruction méthodique des collectifs », c'est-à-dire de « […] toutes les structures collectives capables de faire obstacle à la logique du marché pur : nation, dont la marge de manœuvre ne cesse de décroître ; groupes de travail, avec, par exemple, l’individualisation des salaires et des carrières en fonction des compétences individuelles et l’atomisation des travailleurs qui en résulte ; collectifs de défense des droits des travailleurs, syndicats, associations, coopératives ; famille même, qui, à travers la constitution de marchés par classes d’âge, perd une part de son contrôle sur la consommation »
Pour Serge Audier, cette vision qui émerge à partir des années 1990 trouve son écho principalement chez une partie de la « gauche de la gauche », proche du Monde diplomatique, et chez des sociologues, notamment liés au Centre de sociologie européenne. Bourdieu voit un conflit entre l'économie qui défend la dérégulation et la sociologie qui doit le dénoncer.

### Vision de Michel Foucault
Une critique du néolibéralisme revendiquant l'héritage de Michel Foucault et de ses cours de l'année 1978-1979 émerge dans les années 2000. Cette critique voit dans le néolibéralisme une nouvelle anthropologie qui transforme l'homme en une entreprise. Christian Marazzi, Wendy Brown, Thomas Lemke (en) ou Maurizio Lazzarato sont considérés par Serge Audier comme des « néo-foucaldiens ».

### Critique anti-Mai 68
Un angle d'attaque considère que le néolibéralisme est un aboutissement de l'individualisme issu de Mai 68. Cette analyse est partagée par Nicolas Sarkozy, Jean de Maillard, Jean-Claude Michéa ou Nicola Matteucci (it). Elle ne se cantonne pas à la droite, mais est également partagée par des analystes de gauche comme Costanzo Preve, Olivier Roy ou Eric Hobsbawm.

### Une notion dénoncée
Le journaliste Ed Conway (en) de Sky News note que, contrairement à d'autres idéologies, presque personne ne se revendique « néolibéral », et explique que pour lui ce terme est devenu une insulte. Une analyse publiée en 2009 des publications scientifiques utilisant le terme néolibéralisme constate que les trois quarts d'entre elles ne le définissent pas. Parmi les auteurs qui le définissent, le terme est pour les uns synonyme de désengagement total de l'État, pour les autres signifie que l'État doit jouer un rôle actif dans l'économie,.
Pour le sociologue Christian Laval et le philosophe Pierre Dardot, la confusion entre libéralisme, néolibéralisme et ultralibéralisme est largement répandue. L'économiste Dani Rodrik voit dans le néolibéralisme un terme « fourre-tout », qui rassemble ce qui a trait aux libéralisations, privatisations, ou aux politiques d'austérité, voire tout ce qui provoque la pauvreté ou les inégalités.
Dans son livre Néo-libéralisme(s). Une archéologie intellectuelle, le philosophe Serge Audier trouve de nombreuses formes du néolibéralisme : École autrichienne, École de Chicago, ordolibéralisme ou anarcho-capitalisme, au contraire d'une vision caricaturale qu'on peut trouver chez certains antilibéraux. Les politiques concrètes de ces différentes variétés sont bien différentes ; de plus le terme a été débattu et a évolué dans le temps : il ne désigne pas la même chose dans les années 1930 et 1970.
L'historien des idées Pierre-André Taguieff s'alarme en 2003 d'une « alliance trans-nationale contre les démocraties libérales-pluralistes, abusivement assimilées au « néo-libéralisme » érigé en figure du mal absolu », mais sans définir lui-même ce que serait le néolibéralisme.
De nombreux auteurs remarquent que le terme est souvent employé, mais mal défini et son sens change d'une publication à l'autre.